# Lake Pauri
Der Lake Pauri ist ein See im Whanganui District der Region Manawatū-Whanganui auf der Nordinsel von Neuseeland.

## Geographie
Der Lake Pauri befindet sich rund 5,6 km südöstlich des Stadtkerns von Whanganui, rund 3,8 km nordöstlich der Küste zur Tasmansee und lediglich 590 m südsüdwestlich des New Zealand State Highway 3, der von Südosten kommend durch die Stadt Whanganui weiter nach Westnordwesten führt. Der See besitzt eine längliche Form und erstreckt sich in ihr über eine Länge von rund 1 km in Westnordwest-Ostsüdost-Richtung sowie über eine maximale Breite von rund 265 m in Nordnordost-Südsüdwest-Richtung. Dabei deckt er eine Fläche von rund 18,6 Hektar ab und misst einen Umfang von rund 2,95 km.
Der Lake Pauri liegt mit einer Höhe von 49 m nur einen Meter höher als der ihm westlich nach ca. 225 m folgende Lake Wiritoa, in den der Lake Pauri entwässert. Der einzige Zufluss zum See erfolgt über einen von Osten her kommenden Bach.
Der See zählt zu einer Ansammlung von einem Dutzend Seen, die alle westlich bis westnordwestlich zu finden sind.